# Elijah White
Elijah White (1806-1879) foi um missionário e agente do governo dos Estados Unidos, em Oregon Country durante os meados do século XIX. Médico treinado do Estado de Nova Iorque, viajou pela primeira vez para o Oregon integrando a Missão Metodista no Vale do Willamette. Voltaria à região depois de uma briga com o líder da missão Jason Lee, desta vez como líder de uma das primeiras grandes caravanas de todo o Oregon Trail e como sub-agente índio em serviço do governo federal. No Oregon usou da sua autoridade para regular os assuntos entre os nativos e os colonos, e mesmo entre os colonos. White deixou a região em 1845 como um mensageiro do Governo Provisório de Oregon para o Congresso dos Estados Unidos, retornando em 1850 antes de sair novamente para a Califórnia no início da década de 1860.